# Six Degrees of Inner Turbulence
Six Degrees of Inner Turbulence (skraćeno 6DOIT ili SDOIT) šesti je studijski album progresivnog metal sastava Dream Theater. Album je sniman 2001. godine, a izdan je 29. siječnja 2002. godine. To je ujedno i prvo dvostruko studijsko izdanje Dream Theatera.

## Povijest
Reakcije obožavatelja na novi album sastava bile su i pozitivne i negativne. Mnogi su smatrali kako glazba s prvog CD u mnogočemu odstupa od progresivnog rocka, i sve više poprima žešči zvuk heavy metala. Album nije bio pretjerano komercijalno uspješan, sa samo 115,000 prodanih primjeraka u SAD-u. Na ljestvici Billboard 200 album je dosegao broj 46 u godini izdavanja.
Treba napomenuti kako je pjesma "Six Degrees of Inner Turbulence" s drugog CD-a dosad najduža skladba Dream Theatera s trajanjem preko 42 minute. Bubnjar Mike Portnoy je pjesmom "The Glass Prison" započeo svoju suitu "Alcoholics Anonymus".

## Popis Pjesama

### CD 1
| Br. | Skladba                                                                      | Tekstopisac  | Skladatelj                                        | Trajanje |
| --- | ---------------------------------------------------------------------------- | ------------ | ------------------------------------------------- | -------- |
| 1.  | »The Glass Prison" - I. "Reflection" - II. "Restoration" - III. "Revelation« | Mike Portnoy | John Petrucci, John Myung, Jordan Rudess, Portnoy | 13:52    |
| 2.  | »Blind Faith«                                                                | James LaBrie | Petrucci, Myung, Rudess, Portnoy                  | 10:21    |
| 3.  | »Misunderstood«                                                              | Petrucci     | Petrucci, Myung, Rudess, Portnoy                  | 9:34     |
| 4.  | »The Great Debate«                                                           | Petrucci     | Petrucci, Myung, Rudess, Portnoy                  | 13:43    |
| 5.  | »Disappear«                                                                  | LaBrie       | Petrucci, Myung, Rudess, Portnoy                  | 6:46     |

### CD 2
| Br. | Skladba | Tekstopisac                                                                                                  | Skladatelj                       | Trajanje                                                      |
| --- | --- | --- | -------------------------------- | ------------------------------------------------------------- |
| 1.  | »Six Degrees of Inner Turbulence" - I. "Overture" - II. "About to Crash" - III. "War Inside My Head" - IV. "The Test That Stumped Them All" - V. "Goodnight Kiss" - VI. "Solitary Shell" - VII. "About to Crash (Reprise)" - VIII. "Losing Time"/"Grand Finale« | Petrucci, Portnoy - (instrumental) - Petrucci - Portnoy - Portnoy - Portnoy - Petrucci - Petrucci - Petrucci | Petrucci, Myung, Rudess, Portnoy | 42:00 - 6:50 - 5:51 - 2:08 - 5:03 - 6:17 - 5:48 - 4:05 - 6:01 |

## Izvođači
- James LaBrie – vokali
- John Petrucci – gitara
- John Myung – bas-gitara
- Mike Portnoy – bubnjevi
- Jordan Rudess – klavijature

## Vanjske poveznice
- Službene stranice sastava Dream Theater - album Six Degrees of Inner Turbulence  Arhivirana inačica izvorne stranice od 2. siječnja 2009. (Wayback Machine)
- The Making of Six Degrees of Inner Turbulence Part I
- The Making of Six Degrees of Inner Turbulence Part II
- The Making of Six Degrees of Inner Turbulence Part III